# 고사리새속
고사리새속(--屬, 학명: Catapodium 카타포디움[*])은 벼과의 속이다. 아시아, 유럽, 북아프리카에 분포하며, 한국에서는 귀화종인 고사리새를 볼 수 있다.

## 하위 종
- 고사리새 C. rigidum (L.) C.E.Hubb.
  - C. rigidum var. majus (C.Presl) M.Laínz
  - C. rigidum subsp. hemipoa (Delile ex Spreng.) Kerguélen
- C. demnatense (Murb.) Maire & Weiller
- C. mamoraeum (Maire) Maire & Weiller
- C. marinum (L.) C.E.Hubb.